# Upadły anioł

Pieter Bruegel (starszy): Upadek zbuntowanych aniołów, obraz z 1562

Upadły anioł – pojęcie rozwinięte w myśl judaistycznej i chrześcijańskiej interpretacji Księgi Henocha. Anioł, który radykalnie i nieodwołalnie sprzeciwił się Bogu, wykorzystując otrzymaną wolną wolę. Jest określany jako diabeł, szatan (małą literą), demon lub zły duch.

## Lista upadłych aniołów

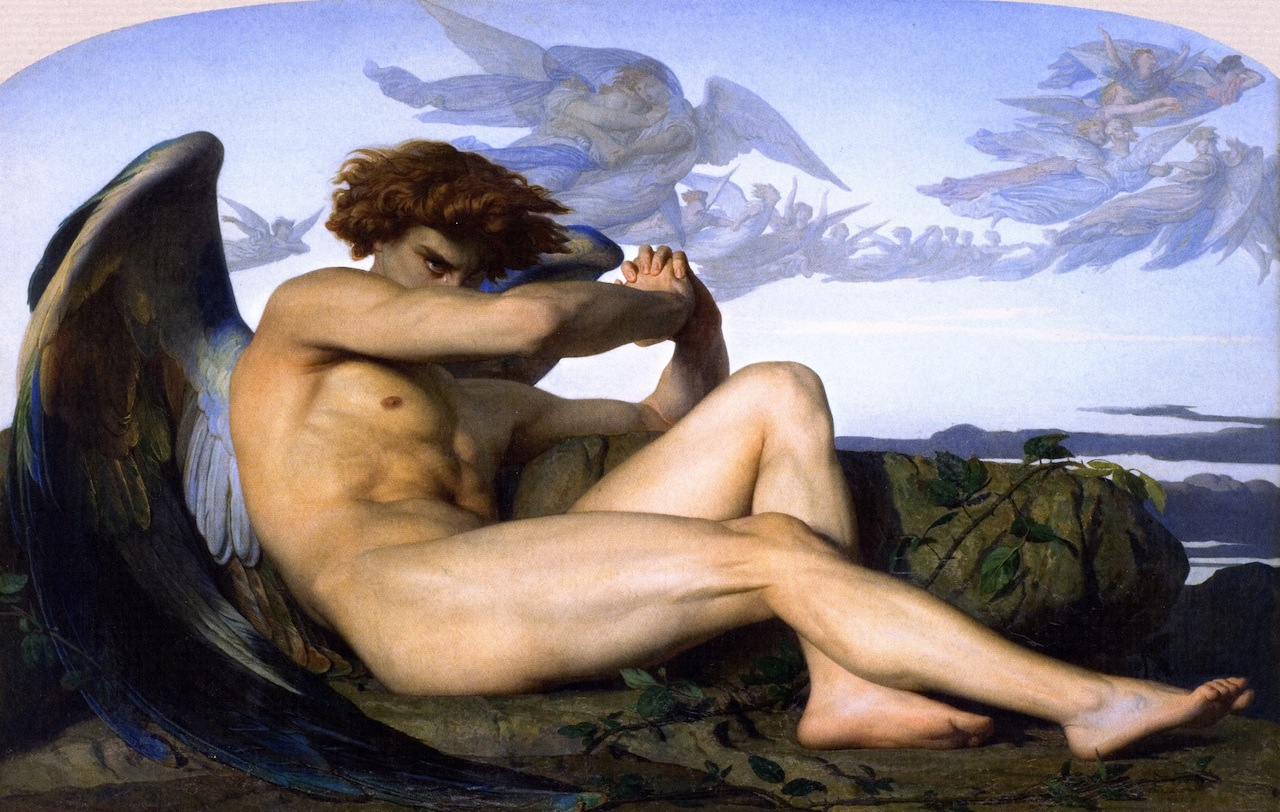
Upadły anioł, obraz Alexandra Cabanela.

| Chóry hierarchii anielskiej według Pseudo-Dionizego Areopagity i Tomasza z Akwinu | Chóry hierarchii anielskiej według Pseudo-Dionizego Areopagity i Tomasza z Akwinu                                                                     |
| Chór                                                                              | Imiona aniołów należących do chóru |
| --------------------------------------------------------------------------------- | --- |
| Serafy                                                                            | Abaddon • Asmodeusz • Astaroth • Lewiatan • Samael • Szemhazaj • Szatan                                                                               |
| Cheruby                                                                           | Balberyt • Belzebub • Berith • Lauwjasz • Lucyfer • Marou • Szatan • Uzjel                                                                            |
| Trony                                                                             | Adramelech • Astaroth • Fokalor • Forneus • Gressil • Lauwjasz • Murmur • Nelchael • Phenex (Feneks) • Pruflas • Purson • Raum • Sonneillon • Verrine |
| Panowania                                                                         | Balam • Marchosjas (Marchocjasz) • Nilaihah • Oeillet • Pajmon • Rosier                                                                               |
| Moce (cnoty)                                                                      | Agares • Ariel • Barbatos • Barbiel • Belial • Gaap • Jelahiasz • Juwart • Purson • Sealiasz • Senciner • Uzjel                                       |
| Potęgi                                                                            | Amy • Balam • Barbatos • Belet • Carnivean • Carreau • Gaap • Procell • Senciner • Wual                                                               |
| Księstwa                                                                          | Belfegor • Daniel (Danjal) • Imamiasz • Nisroch • Nitael • Verrier                                                                                    |
| Archaniołowie                                                                     | Barbiel • Basasael • Olivier • Rimmon • Rumjal • Samsapiel (Samsawiel) • Sariel (Sarakiel) • Zagiel                                                   |
| Aniołowie                                                                         | Amy • Belial • Forneus • Junier • Juwart • Kaim • Murmur • Pruflas                                                                                    |

Inne upadłe anioły:

- Adirael
- Ananel
- Anmael
- Arakiba
- Arakiel
- Araksjel
- Arazjel
- Ariok
- Armaros
- Armen
- Asael
- Asbiel
- Astoret
- Atarkulf
- Auza
- Azael (Azzael)
- Azaradel
- Azazel
- Azibiel
- Azkiel
- Aza
- Badariel
- Barakel
- Barakijal
- Batarel (Batarjal)
- Busasejal
- Chobaliel
- Dagon
- Ertrael
- Ezekiel
- Flauros
- Forkas
- Gadriel
- Gurson
- Hakael
- Harut
- Hosampsich
- Iblis
- Jekon
- Jetrel
- Jomjael
- Kazbiel
- Kasdeja
- Kokabel (Kawkabel)
- Mammon
- Marut
- Mefistofeles
- Mersin
- Moloch
- Mulciber
- Omiel
- Ouza
- Penemue
- Regent
- Rugzjel (Rugziel)
- Rumael
- Samewiel
- Saraknial (Sarakujal)
- Simapesjel (Simapesiel)
- Szamasziel
- Tabaet
- Tamiel
- Tammuz
- Tiril
- Tumael
- Turael
- Turel
- Urakabaramiel
- Zavebe (Zawebe)

## Literatura dodatkowa
- Ashley, Leonard. The Complete Book of Devils and Demons Barricade Books. ISBN 1-56980-077-4.
- Davidson, Gustav. A Dictionary of Angels: Including the Fallen Angels. Free Press. ISBN 0-02-907052-X.
- Goldwin, Malcom. Angels: An Endangered Species Gill & Macmillan Ltd. ISBN 0-7522-0570-6.
- Kosior, Wojciech. Upadek anioła. Psychoanaliza mitu, „Ex Nihilo. Periodyk Młodych Religioznawców” 2 (2)/2009, s. 130-144.
- Wright, Archie T. The origin of evil spirits the reception of Genesis 6.1-4 in early Jewish literature. Tübingen: Mohr Siebeck. ISBN 3-16-148656-0.